# Fran Vázquez

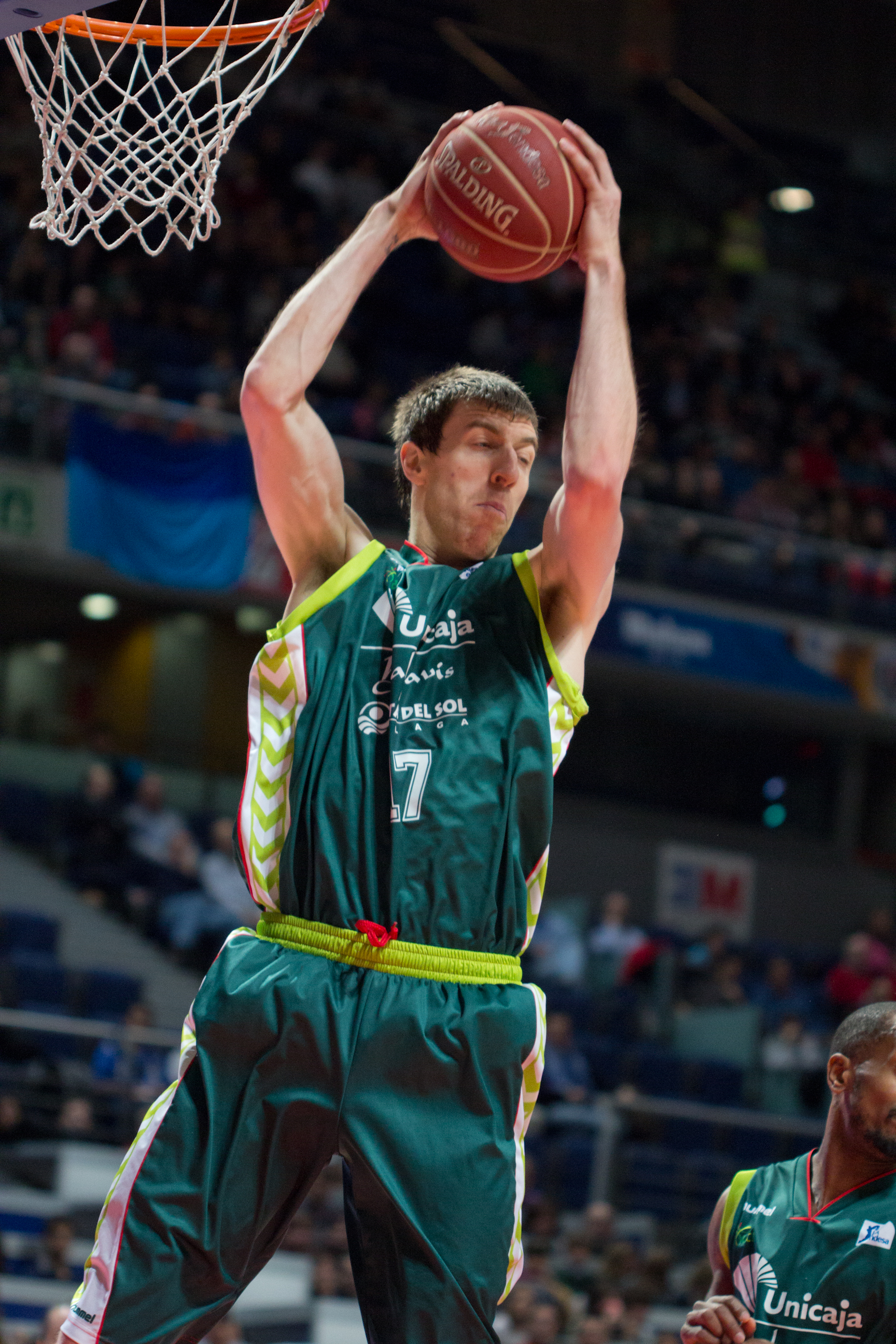

Francisco Vázquez González (Chantada, 1 de maio de 1983) é um basquetebolista profissional espanhol, jogou no Iberostar Tenerife. Deixou o basquetebol em maio de 2020.